# Lê Văn Long (thiếu tướng công an 2019)
Lê Văn Long là một tướng lĩnh của lực lượng Công an nhân dân Việt Nam với quân hàm Thiếu tướng. Ông hiện giữ chức vụ Cục trưởng Cục Quản lý xây dựng và doanh trại, Bộ Công an Việt Nam.

## Tiểu sử
Từ tháng 12 năm 2015 đến tháng 5 năm 2018, Lê Văn Long là Đại tá, Cục trưởng Cục Tham mưu, Tổng cục Hậu cần - Kỹ thuật.
Từ tháng 1 năm 2019 đến nay, Lê Văn Long là Thiếu tướng Công an nhân dân Việt Nam, Cục trưởng Cục Quản lý xây dựng và doanh trại, Bộ Công an Việt Nam.

## Lịch sử thụ phong quân hàm
| Năm thụ phong | –      | 2019        |
| ------------- | ------ | ----------- |
| Quân hàm      |        |             |
| Cấp bậc       | Đại tá | Thiếu tướng |